# 瑞泉寺 (犬山市)

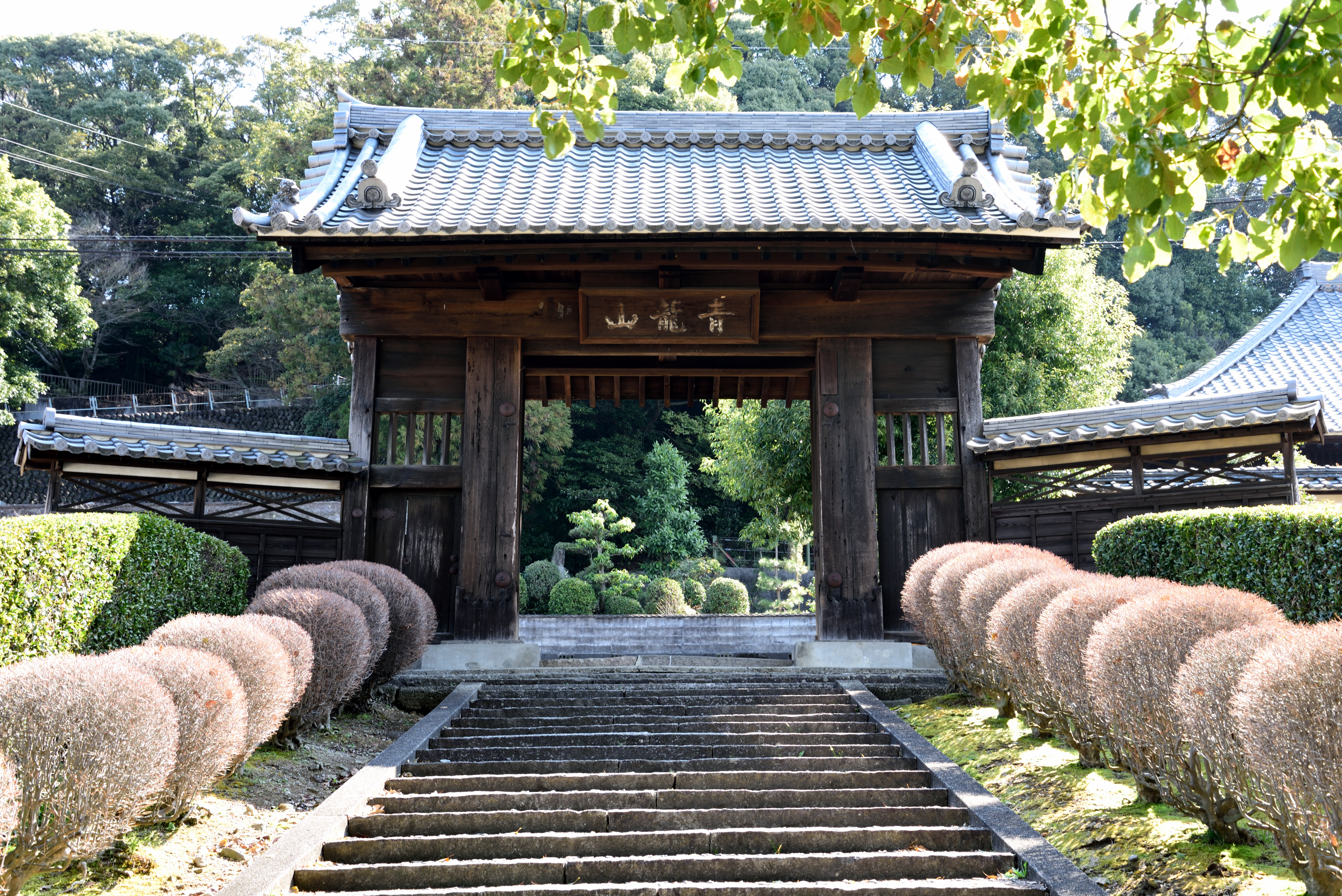
山門

瑞泉寺（ずいせんじ）は、愛知県犬山市にある臨済宗妙心寺派の寺院。山号は青龍山。開山は日峰宗舜禅師。勧請開山には師の無因宗因禅師。
創建は1415年（応永22年）。瑞泉寺は現在妙心寺派の由緒寺院として正眼寺に次いで2番目に位している。
僧堂を開単したのは、1928年（昭和3年）三島龍沢寺の山本玄峰を拝請した時である。

## 歴史と起源
日峰宗舜禅師が創建した臨済宗妙心寺派の古刹である。
応永22年（1415年）に大伽藍を完成。本堂には伊勢国朝熊山金剛證寺の虚空蔵菩薩を勧請した本尊がある。
永享5年（1433年）、日峰禅師は本山再興にあたるため妙心寺へ移った。
その後は義天玄詔・雲谷玄祥・桃隠玄朔から雪江宗深・景川宗隆・悟渓宗頓・特芳禅傑・東陽英朝などの高僧に引き継がれ、明治に至るまで四派（竜泉派・東海派・霊雲派・聖沢派）輪住の寺であった。
永禄8年（1565年）、兵火で焼失したが、織田信長より朱印状を得て再建。次いで豊臣秀吉が寺領50石を寄進し、尾張徳川家からも被護を受けた。
鐘楼は明応3年（1494年）建立と伝えられ、三猿は左甚五郎の作と伝えられる。山門は犬山城内田御門を移したものであるが、この山門は以前は美濃国兼山城の大手門であった。

## 文化財

### 犬山市指定文化財
- 血達磨の図
- 維摩の図
- 文珠普賢図（双幅）

## 塔頭
塔頭は過去には判明するだけでも24カ院を擁していたが、現在では計6カ寺が残っている。
瑞泉寺の周囲には龍濟寺・龍泉院・臥龍寺・輝東寺・臨溪院があり、木曽川を挟んで岐阜県各務原市に妙喜寺がある。

## 所在地
- 愛知県犬山市犬山瑞泉寺7

## 交通アクセス
- 名鉄犬山線・広見線・小牧線 犬山駅から徒歩で約10分。
- 名鉄犬山線 犬山遊園駅から徒歩で約3分。